# Komitet Obywatelski stołecznego miasta Warszawy

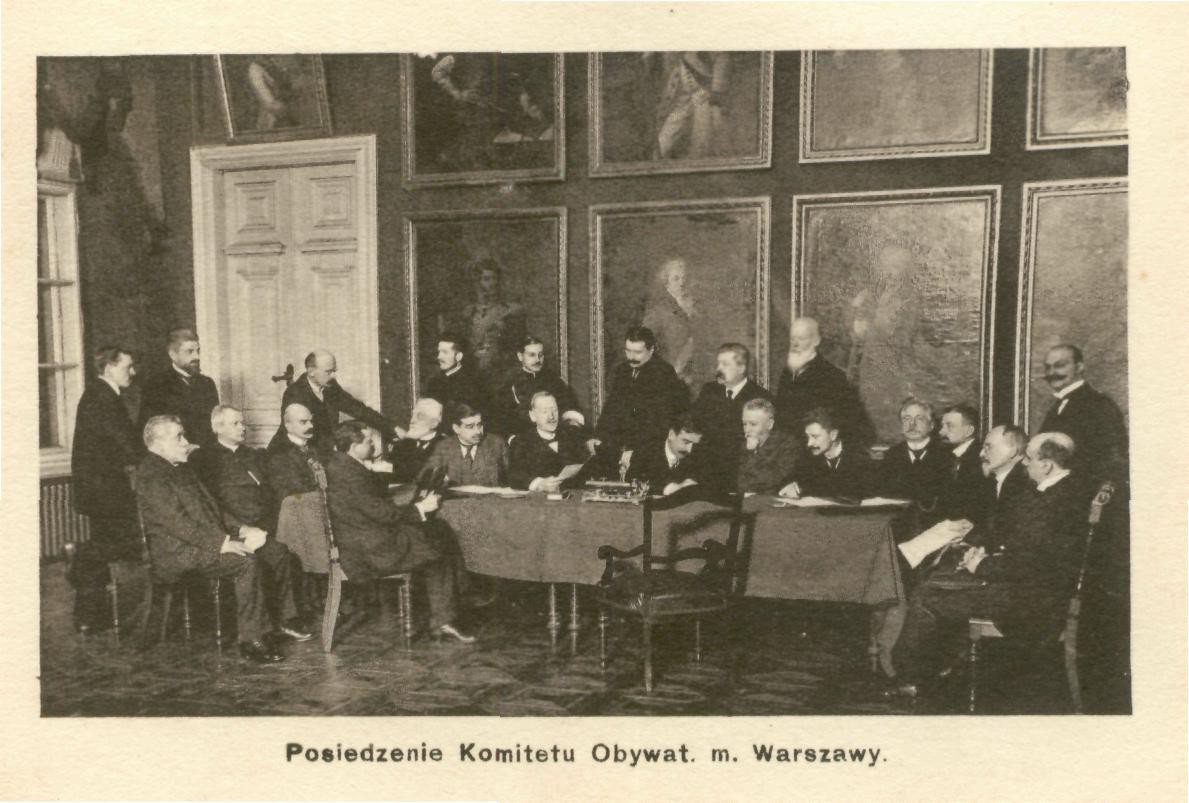

Komitet Obywatelski m. Warszawy (KO) – polska organizacja samopomocowa działająca w Warszawie w latach 1914–1916, zawiązana przez działaczy Stronnictwa Narodowo-Demokratycznego i Stronnictwa Polityki Realnej; prezesem komitetu był Zdzisław Lubomirski; komitet został rozwiązany przez niemieckie władze okupacyjne.

## Powstanie

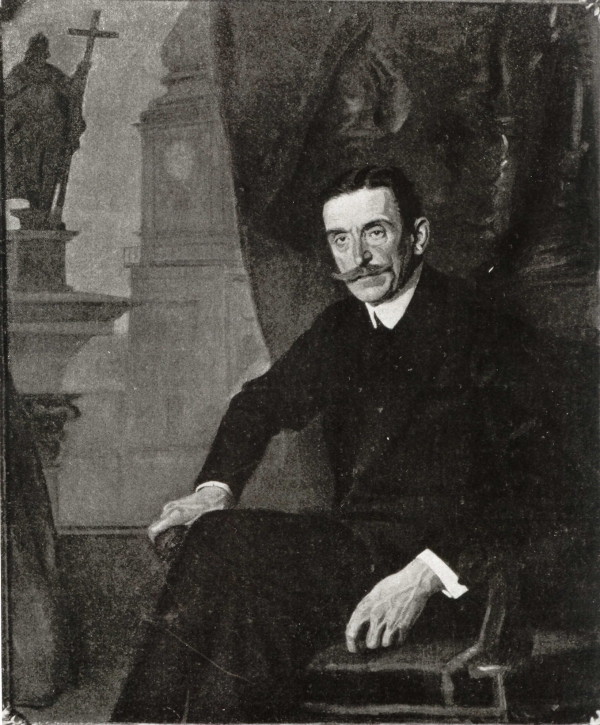
Zdzisław Lubomirski – prezes Komitetu Obywatelskiego i prezydent Warszawy (1916)

Powstał 1 sierpnia 1914 r. z inicjatywy warszawskich działaczy Stronnictwa Narodowo-Demokratycznego i Stronnictwa Polityki Realnej. Został zatwierdzony 3 sierpnia 1914 postanowieniem warszawskiego rosyjskiego generał-gubernatora Jakowa Żylińskiego jako „instytucja społeczna przy Magistracie miasta Warszawy”. W jego skład weszło piętnaście osób: Piotr Drzewiecki, Stefan Dziewulski, ks. Marceli Godlewski, Paweł Górski, Henryk Konic, Zdzisław Lubomirski, Marian Lutosławski, Czesław Światopełk-Mirski, Józef Natanson, Franciszek Nowodworski, Mieczysław Pfeiffer, Tadeusz Popowski, Jan Rudnicki, Józef Wielowieyski i Kazimierz Życki. Jego obradom przewodniczył rosyjski prezydent Warszawy Aleksander Miller. Komitet miał zajmować sprawami, „dowozu i zabezpieczenia prawidłowego podziału artykułów pierwszej potrzeby”, wyszukiwaniem „pracy dla ludności, pozbawionej środków do życia” oraz zorganizowaniem „pomocy dla rodzin rezerwistów” powołanych do armii rosyjskiej”, a także zapewnieniem „bezpieczeństwa publicznego” na obszarze miasta. Po powstaniu w październiku 1914 Centralnego Komitetu Obywatelskiego Komitet Obywatelski miasta Warszawy mu się podporządkował i wydelegował do jego składu swoich działaczy: Zdzisława Lubomirskiego, Piotra Drzewieckiego, Henryka Konica i Mariana Lutosławskiego.

## Organizacja
Sprawami bieżącymi Komitetu Obywatelskiego kierowało Prezydium złożone z prezesa Zdzisława Lubomirskiego, wiceprezesa Piotra Drzewieckiego i sekretarza Stefana Dziewulskiego.
Dla wykonywania tych zadań Komitet powołał sekcje: 1) ogólną (przew. Zdzisław Lubomirski następnie Aniela Ciąglińska), 2) żywnościową (przew. Stanisław Wojciechowski), 3) informacyjno-prasową (przew. Józef Wielowieyski), 4) pomocy dla rezerwistów (przew. Paweł Górski), 5) finansową (przew. Józef Natanson), 6) lekarską (przew. Mieczysław Pfeiffer, 7) kobiecą (przew. Franciszek Nowodworski), 8) pośrednictwa pracy (przew. Piotr Drzewiecki, 9) prawną (przew. Henryk Konic).
Organizacja wewnętrzna KO ulegała wielokrotnym zmianom, ostatecznie od początku maja 1915 roku tworzyły ją wydziały podzielone na sekcje. Poza krótko działającym sądowym istniały 4 główne wydziały:
spraw ogólnych – sekcje: 1) informacyjno-prasowa, 2) prawna, 3) statystyczna, 4) do spraw stowarzyszeń, 5) lekarska, 6) straży obywatelskiej, 7) dozoru nad taksą, 8) zbierania ofiar;
dobroczynności – sekcje: 1) porządku i opieki domowej, 2) komisja rozdawnicza, 3) wyszukiwania pracy, 4) pożyczkowa, 5) pracy rękodzielniczej, 6) odzieży, 7) pomocy dla inteligencji, 8) tanich mieszkań;
pomocy dla ludności – sekcje: 1) bezdomnych chrześcijan, 2) bezdomnych Żydów 3) zapomóg i – komisje: 4) pracy kobiet (przew. Józefa Klawerowa), 5) opieki nad dziećmi, 6) opieki nad młodzieżą szkolną. 7) ewakuacyjna;
finansowo-gospodarczy – sekcje: 1) finansowa, 2) żywnościowa, 3) mięsna, 4) tanich kuchen, 5) opałowa, 6) taksowa, 7) kontroli ogólnej.
Zachodziły także zmiany personalne w samym komitecie wynikające z opuszczenia Warszawy przez część działaczy tak, że pod koniec okresu panowania rosyjskiego skład KO był następujący: Zdzisław Lubomirski (prezes), Piotr Drzewiecki (wiceprezes), Stefan Dziewulski (sekretarz), Józef Natanson (skarbnik), Stanisław Gustaw Brun, Tadeusz Eytner, ks. Marceli Godlewski, Paweł Górski, Tomasz Kociatkiewicz, Henryk Konic, Leopold Kronenberg, Marian Lutosławski, Franciszek Nowodworski, Stanisław Pietraszkiewicz, Konstanty Plater, Stanisław Popowski, Ignacy Radziszewski, Jan Rudnicki, Władysław Sobański, Bolesław Weychert, Józef Wielowieyski, Kazimierz Życki, Ludwik Krzywicki.

## Działalność

### sierpień 1914 – sierpień 1915
Podstawowym zadaniem Komitetu Obywatelskiego było organizowanie pomocy dla ludności Warszawy. Największe wydatki w tym zakresie ponoszono na pomoc doraźną, mającą zaspokoić najbardziej elementarne potrzeby poszkodowanym przez wypadki wojenne. Według danych Wydziału Dobroczynności KO w styczniu 1915 liczba osób wspieranych wynosiła 60 723. Między styczniem a lipcem 1915 r. sklepy komisji rozdawniczej wydały potrzebującym 533.690 porcji żywnościowych i 807 533 bochenków chleba. Przez bony, wydane przez komisję spożyto ogółem 1.601.890 obiadów (w tym Tanich Kuchniach Komitetu Obywatelskiego 937 125 obiadów). Sekcja wyszukiwania pracy otwarła w tym okresie 4 giełdy pracy, Z ogólnej liczby osób którym udzielono pomocy w tym zakresie skierowano do robót rolnych 1315 osób, do robót ziemnych 2 429, fortyfikacyjnych 24 599, do pracy w przedsiębiorstwach 2255, w fabrykach 2362, w kopalniach 89 oraz do różnych innych prac 3512. W pierwszej połowie 1915 udzielono także 396 pożyczek na kwotę 28 095 rubli i 276 zapomóg na kwotę 5723 ruble. Prowadzono 32 bezpłatne schroniska dla bezdomnych, 18 gospód- hoteli odpłatnych oraz 5 szpitali w którym znalazło pomoc 57 946 osób (w 1915 – 17 453 osób)

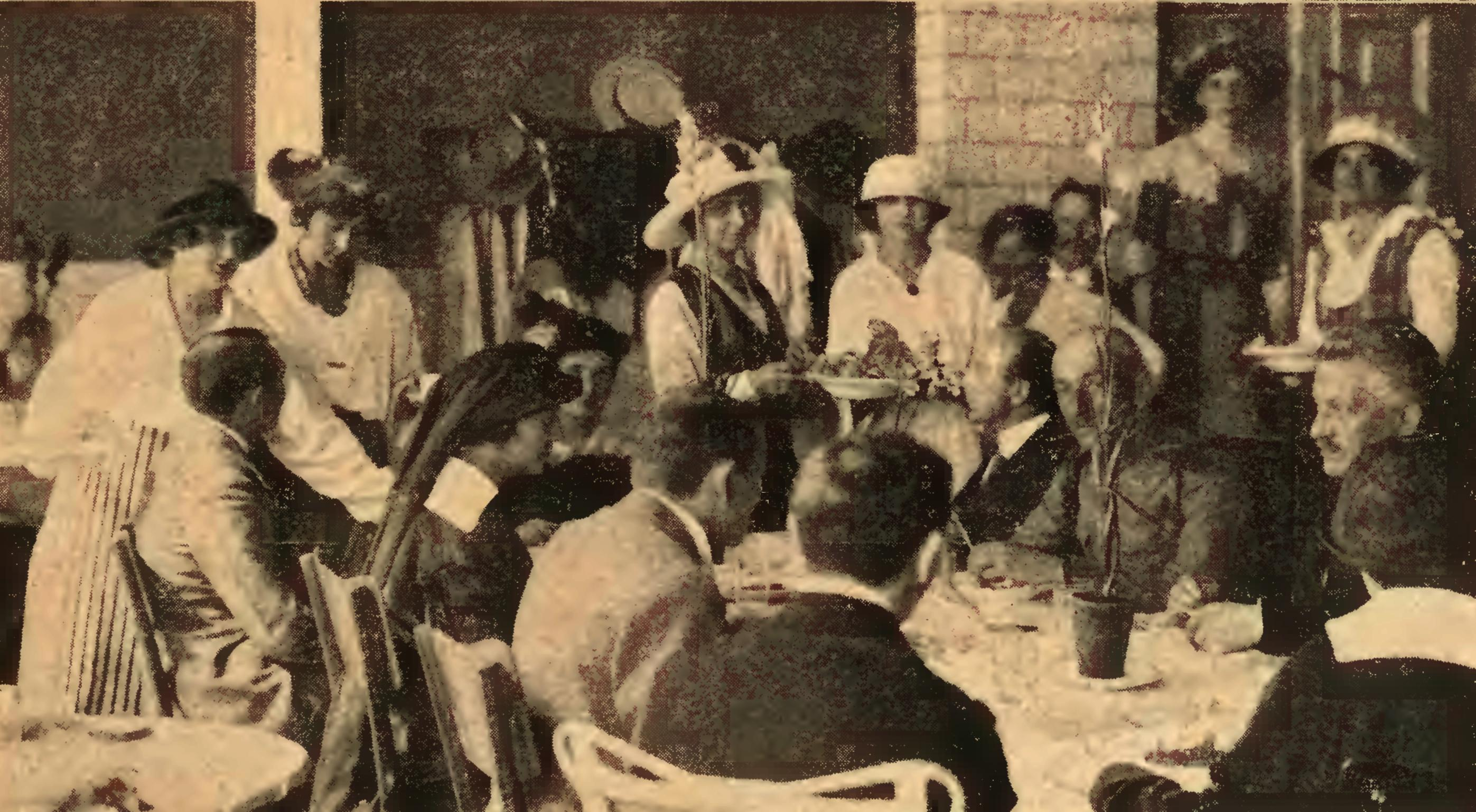
Warszawa – tania kuchnia dla inteligentów – ilustracja z czasopisma „Świat” R. 9, nr 36 z 5 września 1914 r., s.10

| rodzaj wydatku                                               | sierpień – grudzień 1914 | styczeń – sierpień 1915 |
| ------------------------------------------------------------ | ------------------------ | ----------------------- |
| Na rozdawnictwo żywności, opału, obuwia, odzieży i pieniędzy | 227 217                  | 742 701                 |
| Na utrzymanie schronisk                                      | 13 611                   | 126 414                 |
| Na utrzymanie gospód                                         | 7 875                    | 21 857                  |
| Na utrzymanie ochron                                         | 1 786                    | 42 469                  |
| Na pomoc lekarską                                            | 16 435                   | 68 429                  |
| Na zapomogi dla innych instytucji poza KO                    | 19 438                   | 173 022                 |

### sierpień 1915 – maj 1916
Pod koniec panowania rosyjskiego zakres działania Komitetu Obywatelskiego rozszerzał się i stopniowo przekształcał się on w rzeczywisty samorząd stolicy. W chwili opuszczenia stolicy przez wojska rosyjskie przejął utrzymanie porządku i bezpieczeństwa publicznego.Roztoczył opiekę nad gmachami publicznymi i więzieniami. Do wykonywania tych zadań zostały powołane Straż Obywatelska i Sądy Obywatelskie (działały od 5 sierpnia do 11 września 1915). Do bezpośredniego zarządzania gospodarki miejskiej KO powołał Wydział Spraw Miejskich, a 6 sierpnia 1915 Zarząd Miasta Warszawy, przy którym spełniał funkcję Rady Miejskiej. Zatrzymał natomiast w swoich rękach szkolnictwo którym kierował Wydział Oświecenia, opiekę nad dziećmi i młodzieżą oraz pomoc dla ludności. Po zajęciu Warszawy władze niemieckie usankcjonowały ten stan rzeczy mianując czołowych działaczy KO Zdzisława Lubomirskiego prezydentem a Piotra Drzewiecklego wiceprezydentem Warszawy. W tym czasie do KO zgłosiły akces Polska Partia Socjalistyczna (Frakcja) i Narodowy Związek Robotniczy – od 6 października delegaci tych partii stali się jego członkami. Byli to Stanisław Zawoziński i Bronisław Ziemięcki z PPS i Edmund Bernatowicz z NZR. Działacze tych partii weszli także do poszczególnych sekcji KO. Od 22 grudnia 1915 Komitet przekazywał dalej uprawnienia i likwidował swoje agendy na rzecz Zarządu Miasta.

## Rozwiązanie Komitetu Obywatelskiego
10 maja 1916 decyzją niemieckiego warszawskiego generalnego gubernatora Hansa Beselera władze okupacyjne rozwiązały Komitet Obywatelski miasta stołecznego Warszawy. Ostatnie posiedzenie KO odbyło się tego samego dnia wieczorem – podjęto wówczas decyzję o powołaniu Komisji Likwidacyjnej w skład której weszli: Zdzisław Lubomirski, Edmund Bernatowicz, Stefan Dziewulski, Henryk Kaden, Tomasz Kociatkiewicz, Józef Natansona i BoIesław Weychert. Proces likwidacji polegający na przekazywaniu instytucji i majątku na rzecz miasta Warszawy potrwał do 16 sierpnia 1916 i tę datę można uznać za ostateczny kres działalność Komitetu Obywatelskiego.

## Źródła do historii Komitetu Obywatelskiego
- Komitet Obywatelski miasta Warszawy. Sprawozdania Komitetu Obywatelskiego za lata 1914–1916, Warszawa 1916, Mazowiecka Biblioteka Cyfrowa – wersja elektroniczna
- Dziennik Komitetu Obywatelskiego Miasta Warszawy, Mazowiecka Biblioteka Cyfrowa – wersja elektroniczna